# Dikti
Les muntanyes Dicte o Dikti (Δίκτη en grec) o Lassithiotika Ori (Λασυθιώτικα Όρη en grec és a dir, Muntanyes de Lassithi) és una cadena de muntanyes a l'est de l'illa grega de Creta, a la Prefectura de Lassithi. Els seus cims principals són: Spathi (2148 m.), Afentis Hristos (2141 m.) i Lazaros (2085 m.). Al nord de les muntanyes hi ha l'altiplà de Lassithi. Segons la mitologia, el déu Zeus va néixer en aquestes muntanyes, en concret a la cova de Dicte. És clar que un altre mite diu justament que Zeus va néixer en unes altres muntanyes de Creta, a la cova d'Ida al mont Ida. A més, un tercer mite, arriba a un compromís i diu que Zeus va néixer al Dikti, però que es va criar a l'Ida.